# التحالف العالمي للجامعات التكنولوجية
التحالف العالمي للجامعات التكنولوجية هو عبارة عن شبكة من سبع جامعات تكنولوجية. وقد تأسس هذا التحالف في العام 2009.

## أعضاء
- جامعة كارنيغي ميلون (الولايات المتحدة الأمريكية)[1]
- كلية لندن الإمبراطورية (المملكة المتحدة)[1]
- المعهد الهندي للتكنولوجيا بومباي (الهند)[1]
- جامعة نانيانغ التكنولوجية (سنغافورة)[1]
- جامعة شنغهاي جياو تونغ (جمهورية الصين الشعبية)[1]
- جامعة ميونخ التقنية (ألمانيا)[1]
- جامعة نيو ساوث ويلز (أستراليا) [1]

## روابط خارجية
- الموقع الرسمي